# Aurelio Genghini
Aurelio Genghini (ur. 1 października 1907 w San Giovanni in Marignano, zm. 11 września 2001 w Rzymie) – włoski lekkoatleta.
W 1936 wystartował na igrzyskach olimpijskich, na których nie ukończył biegu maratońskiego.
W 1934 został brązowym medalistą mistrzostw Europy w maratonie z czasem 2:55:04.
Mistrz Włoch w maratonie z 1933 i 1937.
Zmarł 11 września 2001 w Rzymie, a pochowany został następnego dnia w stolicy Włoch.